# Wernsdorf (Saalburg-Ebersdorf)
Wernsdorf is een dorp in de Duitse gemeente Saalburg-Ebersdorf in het Saale-Orla-Kreis in Thüringen. Het dorp wordt voor het eerst genoemd in 1401. Tot 1974 was Raila een zelfstandige gemeente die in dat jaar opging in de gemeente Saalburg. In 2003 fuseerde die met Ebersdorf tot de huidige gemeente.